# Горнов, Виктор Фёдорович
Виктор Фёдорович Горнов (1 марта 1957) — советский и российский футболист, защитник, полузащитник.

## Биография
В первенстве СССР играл в командах второй лиги «Каршистрой» Карши (1979), «Зенит» Ижевск (1980), «Строитель» Череповец (1980—1982, 1986). В 1984 году выступал в чемпионате Ленинграда за «Светлану». В 1992 году играл во второй лиге первенства России за петербургские «Локомотив» и «Галакс». В сезоне 1993/94 провёл шесть матчей, забил один гол за «Николь» Таллин в чемпионате Эстонии 1993/94.
Работал детским тренером в пляжном футболе.

## Достижения
- Бронзовый призёр Чемпионата Эстонии (1): 1993/94